# I larga

I larga

ꟾ ( I larga ) es una variante epigráfica de la letra mayúscula latina I, que denota el sonido [i:] en latín. Fue la única letra que mostró esta forma, prefiriéndose el uso de ápices en el resto de vocales largas (Á É Ó V́). En las escrituras medievales tomó el valor de la I semiconsonántica, abandonándose definitivamente con la implantación de la escritura carolingia. Hoy en día se prefiere la trascripción con macrón (Ī) en vez de ꟾ.

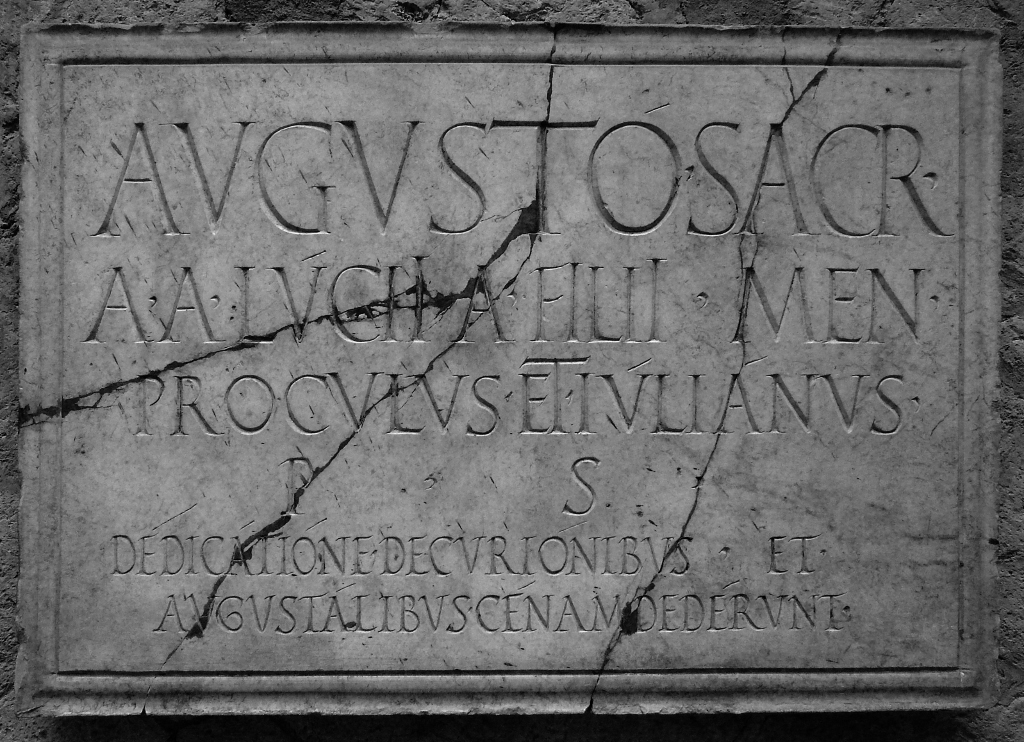
Inscripción mostrando ápices e I larga (Del santuario de las Augustales en Herculano)